# Wojna rosyjsko-ukraińska
Ten artykuł dotyczy trwającego wydarzenia. Informacje w nim zamieszczone mogą się zmienić lub zdezaktualizować wraz z postępem zdarzenia, a początkowe doniesienia mogą być niepewne. Ostatnie zmiany tego artykułu mogą nie odzwierciedlać najbardziej aktualnych informacji.
Wojna rosyjsko-ukraińska – konflikt zbrojny rozpoczęty w lutym 2014 roku. Początkowo działania rosyjskie miały postać wojny hybrydowej, której elementami były między innymi: interwencja militarna na Krymie i jego aneksja, wojna w Donbasie oraz incydent w Cieśninie Kerczeńskiej. Od jesieni 2021 konflikt zaczął eskalować, przeradzając się 24 lutego 2022 w zbrojną agresję Federacji Rosyjskiej na Ukrainę o charakterze regularnej wojny, kiedy to Rosja rozpoczęła zakrojoną na szeroką skalę inwazję na Ukrainę.
W obliczu inwazji Prezydent Ukrainy Wołodymyr Zełenski wprowadził stan wojenny. Natomiast społeczność międzynarodowa zintensyfikowała wprowadzane od 2014 sankcje na Rosję oraz wsparcie militarne dla Ukrainy.

## Euromajdan i reakcja Rosji
W wyniku reakcji Rosji na zmiany polityczne na Ukrainie przeprowadzone po masowych protestach (Euromajdan) przeciwko niepodpisaniu umowy stowarzyszeniowej z Unią Europejską przez ówczesnego prezydenta Ukrainy Wiktora Janukowycza z prorosyjskiej Partii Regionów, zaczęły się separatystyczne wystąpienia na południowym wschodzie Ukrainy, będące początkiem rosyjskiej wojny hybrydowej prowadzonej przeciwko Ukrainie.
Po „Czarnym czwartku”, kiedy na ulicach Kijowa zginęło od kul snajperów około 70 protestujących, prezydent Janukowycz postanowił uciec z kraju. Po powstaniu nowego rządu z Arsenijem Jaceniukiem i p.o. prezydenta Ołeksandrem Turczynowem na czele Federacja Rosyjska przeprowadziła interwencję militarną na Krymie w okresie luty – marzec 2014, która zakończyła się jego aneksją.

## Wojna w Donbasie
W kwietniu 2014 Siły Zbrojne Federacji Rosyjskiej rozpoczęły agresję w ramach wojny hybrydowej na południowo-wschodni obszar państwa ukraińskiego prowadząc tam bezpośrednie działania militarne. W efekcie na terytorium Donbasu utworzone zostały dwa nieuznawane na arenie międzynarodowej podmioty: Ługańska Republika Ludowa oraz Doniecka Republika Ludowa (przejściowo tworzyły wspólny projekt polityczny o nazwie Federacyjna Republika Noworosji). Trwający konflikt zbrojny spowodował wyjazd ok. 30% ludności oraz zapaść gospodarczą regionu. W lipcu 2014 nad terytorium kontrolowanym przez Doniecką Republikę Ludową doszło do zestrzelenia samolotu pasażerskiego Boeing 777 malezyjskich linii lotniczych. 9 września 2014 i 12 lutego 2015 podpisano porozumienia mińskie, które jednak nie przyniosły trwałego rozwiązania kwestii spornych.
Szacuje się, że skutki wojny w Donbasie dotknęły ok. 4,4 mln osób, a 40 tys. budynków mieszkalnych uległo zniszczeniu. Ukraińskie Ministerstwo Polityki Społecznej zarejestrowało zaś 1,5 mln osób jako wewnętrznie przesiedlone.

## Eskalacja konfliktu w 2021 roku
Decyzja o pełnoskalowej inwazji zapadła w lutym lub marcu 2021. W marcu Rosja zgromadziła wojsko w pobliżu ukraińskiej granicy, oficjalnie z powodu ćwiczeń. 
24 marca prezydent Zełeński podpisał dekret zakładający wdrożenie "strategii wyzwolenia i reintegracji" Krymu i Sewastopola. Ukraina zastrzegła w dokumencie, że będzie bronić integralności terytorialnej wszelkimi sposobami zgodnie z art. 51 Karty Narodów Zjednoczonych.
W listopadzie USA i Rosja porozumiały się w kwestii reguł prowadzenia wojny na Ukrainie. Stany Zjednoczone zobowiązały się nie dążyć do zmiany władzy w Rosji. Rosja zobowiązała się ograniczyć prowadzenie walk do terytorium Ukrainy i postępowania "z dobrze rozumianymi przez strony" zasadami. Oba kraje zobowiązały się do nie atakowania polityków i dyplomatów.
Pod koniec roku Rosja zgrupowała ponad 120 tysięcy żołnierzy wzdłuż granicy z Ukrainą, stwarzając ryzyko rozszerzenia trwającej od 2014 r. agresji zbrojnej i zwiększając przez to presję na Zachód i na Ukrainę.
W styczniu 2022 władze Rosji i Białorusi poinformowały, że na luty 2022 zaplanowały też wspólne nadzwyczajne ćwiczenia „Sojusznicza Stanowczość 2022” (w których udział wziąć miało ok. 60–80 tys. żołnierzy rosyjskich i białoruskich), a także serię ćwiczeń Marynarki Wojennej FR (w których udział wziąć miało 140 okrętów i jednostek zabezpieczenia, a także ponad 60 statków powietrznych, 1 tys. egzemplarzy ciężkiego uzbrojenia i sprzętu wojskowego oraz ok. 10 tys. żołnierzy). Ćwiczenia wojskowe miały zakończyć się zgodnie z planem 20 lutego, o czym zapewniały wielokrotnie rosyjskie i białoruskie władze.
Jednak 20 lutego białoruski minister obrony gen. Wiktar Chrenin ogłosił przedłużenie ćwiczeń, nie podał jednak do kiedy potrwają ani jaki jest ich dalszy plan. Jako powód przedłużenia ćwiczeń podał wzrost aktywności wojskowej na granicach Państwa Związkowego i zaostrzenie się sytuacji na wschodzie Ukrainy.

### Żądania Rosji wobec NATO
Z kryzysem ukraińsko-rosyjskim związane są żądania Rosji, która domagała się gwarancji nierozszerzania NATO i ograniczenia aktywności na wschodniej flance NATO.
9 i 10 stycznia 2022 odbyły się w Genewie rozmowy USA–Rosja na temat przedstawionych przez Rosję w połowie grudnia 2021 żądań w sferze bezpieczeństwa europejskiego.
12 stycznia 2022 odbyło się posiedzenie Rady NATO–Rosja z udziałem przedstawicieli 30 państw członkowskich NATO. Delegacja rosyjska podtrzymała na nim żądania dotyczące prawnie wiążących „gwarancji bezpieczeństwa” w zakresie nierozszerzania NATO, nierozmieszczania w krajach graniczących z Rosją systemów uderzeniowych mogących razić cele na jej obszarze, nierozlokowywania w Europie rakiet średniego i pośredniego zasięgu, likwidacji infrastruktury powstałej na terytorium członków, którzy wstąpili do NATO po 1997 r., oraz wycofania z tych państw sił natowskich.

### Uznanie przez Rosję niepodległości separatystycznych republik na terytorium Ukrainy
21 lutego 2022 roku Rosja uznała niepodległość separatystycznych „republik ludowych” Donieckiej oraz Ługańskiej, które ogłosiły niepodległość w 2014 r. Tuż po podpisaniu aktu uznania niepodległości tych terytoriów prezydent Rosji Władimir Putin podpisał też traktaty „o przyjaźni, współpracy i wzajemnej pomocy” pomiędzy tymi „republikami” a Federacją Rosyjską. Po uznaniu republik Donieckiej i Ługańskiej, prezydent Rosji Władimir Putin wydał rozkaz wysłania wojsk rosyjskich do Donbasu w ramach, jak to określiła Rosja, „misji pokojowej”. Jeszcze tego samego dnia kilka niezależnych źródeł medialnych potwierdziło wkroczenie wojsk rosyjskich do Donbasu.
Sekretarz Generalny ONZ António Guterres poprzez rzecznika prasowego przekazał, że jego zdaniem decyzja Federacji Rosyjskiej „stanowi naruszenie integralności terytorialnej i suwerenności Ukrainy oraz jest niezgodna z zasadami Karty Narodów Zjednoczonych”, a ONZ „wciąż w pełni popiera suwerenność, niepodległość i integralność terytorialną Ukrainy w jej granicach uznanych przez społeczność międzynarodową”.
22 lutego rosyjski parlament zatwierdził podpisane dzień wcześniej traktaty. Prezydent Rosji podpisał dekret o rozmieszczeniu sił rosyjskich na terytoriach separatystycznych regionów, a wyższa izba rosyjskiego parlamentu jednogłośnie zgodziła się na użycie rosyjskich wojsk poza granicami Federacji Rosyjskiej ze skutkiem natychmiastowym.

## Inwazja Rosji na Ukrainę
24 lutego 2022 siły zbrojne Federacji Rosyjskiej rozpoczęły inwazję na terytorium Ukrainy. Ukraińskie punkty dowodzenia, składy broni i lotniska zostały poddane ostrzałowi rakietowemu, a z terenów Rosji i Białorusi nastąpił atak wojsk lądowych. Siły zbrojne obu państw rozpoczęły ze sobą regularną walkę, której towarzyszą starcia piechoty, sił pancernych i bombardowania. Rosja nasiliła też działania dezinformacyjne. Rosja jest oskarżona przez Międzynarodowym Trybunałem Karnym o zbrodnie wojenne popełnione przez jej wojska podczas inwazji. Liczne państwa (w tym Stany Zjednoczone, Wielka Brytania i kraje UE) wprowadziły kolejne sankcji wobec Rosji, a także dostarczyły Ukrainie wsparcia finansowego lub zbrojeniowego.
Od początku inwazji zauważalna była konsolidacja społeczeństwa ukraińskiego – do obrony terytorialnej wstąpiło ok. 100 tysięcy osób, czołowi politycy potępili inwazję i poparli prezydencki wniosek o członkostwo w UE, wzmocniło się wsparcie dla armii (w tym finansowe). Odnotowano także wzrost nastrojów niechętnych wobec Rosji, w tym także wśród duchownych Ukraińskiego Kościoła Prawosławnego Patriarchatu Moskiewskiego.

## Dodatkowe informacje
- Kalendarium inwazji